# Liverpool Football Club
El Liverpool Football Club (pronunciación en inglés: /ˈlɪvərpul ˈfʊtbɔl klʌb/) es un club de fútbol profesional inglés con sede en Liverpool, Inglaterra, que disputa la Premier League, máxima competición futbolística en dicho país. Fue oficialmente registrado como club de fútbol por John Houlding el 6 de junio de 1892, aunque originalmente fue nombrado «Everton F. C. and Athletic Grounds Ltd.» ante la Asociación Inglesa de Fútbol. En 1893 se unió a la Football League.
Es la institución con el mayor número de campeonatos en todo tipo de competencias oficiales entre los clubes del fútbol inglés sumando un total de setenta títulos oficiales. Así mismo es el club inglés con la máxima cifra de títulos internacionales, con una Copa Mundial de Clubes de la FIFA, seis Copas de Europa, tres Copas de la UEFA y cuatro Supercopas de la UEFA. A nivel nacional, ha ganado veinte títulos de liga, ocho Copas de Inglaterra, diez Copas de la Liga, —siendo el equipo que más ha ganado dicha competición— dieciséis Community Shields y una Supercopa de la Liga.
Si bien ganó su primer título de liga en 1901, fue durante la décadas de 1970 y 1980 cuando la institución, bajo la conducción técnica primero de Bill Shankly y posteriormente de Bob Paisley, obtuvo siete títulos internacionales y once campeonatos de liga. Fue miembro fundador de la «Premier League» en 1992 y del grupo G-14. Sus colores distintivos históricamente son el rojo —por lo cual reciben el apelativo de «The Reds»—, y en menor medida el blanco. Disputa sus partidos como local en el Estadio de Anfield desde su formación, que posee una capacidad de 61 276 espectadores.
Es considerado uno de los clubes más populares de Inglaterra y del mundo; también es el noveno con mayor cantidad de ingresos al 2014, con un lucro anual de €306 millones. Fue calificado por la revista Forbes como el octavo club de fútbol más valuado en el mundo en 2015, con una suma total de $982 millones. Sus principales rivalidades son con el Everton, con quien disputa el derbi de Merseyside, y con el Manchester United Football Club, cuyos partidos entre sí son referidos como el derbi del Noroeste de Inglaterra.
Junto con Manchester United, Chelsea y Manchester City, son los únicos equipos del Reino Unido que han ganado el máximo campeonato de clubes de fútbol a nivel mundial, cuando el 21 de diciembre de 2019 se consagró campeón de la Copa Mundial de Clubes de la FIFA disputada en Catar, al derrotar al representante de la Copa Libertadores de América, el Flamengo de Brasil, por 1-0 en el Estadio Internacional Khalifa.
Dos de las mayores tragedias del fútbol tuvieron involucramiento de sus aficionados. La primera fue la Tragedia de Heysel en 1985, cuando 39 personas —la mayoría aficionados de Juventus— fallecieron por culpa de los incidentes causados por los hooligans ingleses en el Estadio Heysel, y en 1989 en Sheffield, cuando 97 personas perecieron como resultado de una mala organización en los accesos a las tribunas del estadio Hillsborough. Su himno es «You'll Never Walk Alone».

## Historia

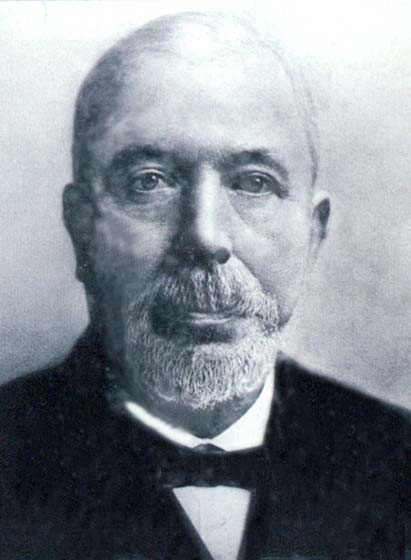
John Houlding, fundador y primer presidente del Liverpool F.C.

El Liverpool F. C. fue fundado a raíz de una disputa entre la junta directiva del Everton y John Houlding, dueño del estadio Anfield. Tras usar el recinto por ocho años, el Everton se trasladó a Goodison Park en 1892 y Houlding fundó al Liverpool Football Club para que jugara sus partidos en Anfield. Originalmente formado con el nombre de «Everton F. C. and Athletic Grounds Ltd.» —conocido también en forma más corta como Everton Athletic—, el club adoptó su actual nombre en marzo de 1892 y fue reconocido oficialmente por La Asociación del Fútbol tres meses después, después de que ésta se negara a reconocerlo como «Everton». En su primera temporada, el equipo ganó la Lancashire League, una liga regional para los equipos ubicados en el Condado de ese nombre. Posteriormente, se unió a la Football League Second Division al iniciar la temporada 1893-94. Después de finalizar en el primer lugar el club ascendió a la First Division, que ganó en 1901 y 1906.
Liverpool alcanzó su primera final de FA Cup en 1914, perdiendo 1-0 ante el Burnley. Logró ganar dos campeonatos de liga consecutivos en 1922 y 1923, pero no ganó ningún otro trofeo hasta la temporada 1946-47, donde obtuvo su quinta liga con George Kay como entrenador. El equipo sufrió su segunda derrota en una final de FA Cup en 1950, en esta ocasión, ante el Arsenal, y descendió a la Second Division en la temporada 1953-54. Poco después de perder 2-1 ante el Worcester City —club que ni siquiera integraba la Football League— en la FA Cup 1958-59, Bill Shankly fue nombrado entrenador. Tras su llegada liberó a 24 jugadores del plantel y convirtió a una antigua sala de almacenamiento en Anfield en una habitación donde los entrenadores podrían discutir la estrategia, que recibió el nombre de «The Boot Room». En este salón, Shankly y otros miembros del cuerpo técnico como Joe Fagan, Reuben Bennett y Bob Paisley comenzaron a planificar la remodelación del equipo.

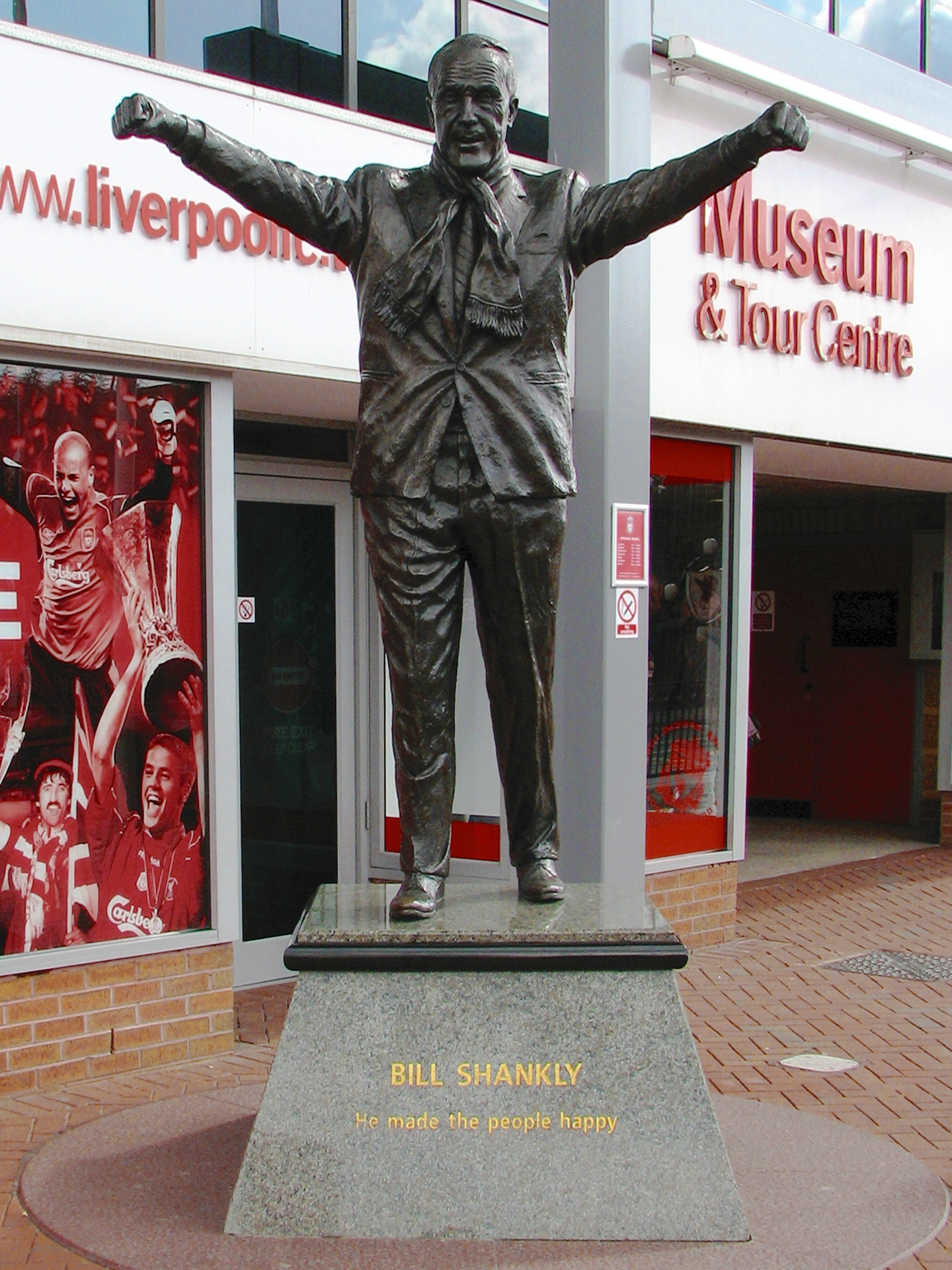
Estatua conmemorativa de Bill Shankly localizada al exterior de Anfield.

El club ascendió nuevamente a la First Division en 1962 y dos años después, volvió a ser campeón de liga tras 17 años. En 1965, ganó su primera FA Cup. Al año siguiente, obtuvo su séptimo campeonato de liga, aunque por el contrario, perdió la final de la Recopa de Europa 1965-66 ante el Borussia Dortmund. En la temporada 1972-73, obtuvo el doblete al ganar tanto la liga como la Copa de la UEFA, y al año siguiente ganó por segunda vez la FA Cup. Shankly se retiró poco después de la obtención de este último título y fue reemplazado por su asistente Bob Paisley. En 1976, el segundo año de Paisley a cargo, el club repitió el doblete de liga de Copa de la UEFA. En la temporada siguiente, defendió exitosamente su título liguero y ganó su primera Copa de Europa, aunque no logró el triplete al perder la final de la FA Cup. En 1978, se coronó bicampeón de la Copa de Europa y recuperó el título de First Division en al año siguiente. Durante las nueve temporadas de Bob Paisley como entrenador, el Liverpool ganó 21 trofeos, entre ellos, tres Copas de Europa, una Copa de la UEFA, seis ligas y tres Copas de la Liga consecutivas. El único título que no pudo obtener fue la FA Cup.
Paisley se retiró en 1983, y fue reemplazado por su asistente Joe Fagan. En la temporada 1983-84, el Liverpool ganó la liga, la Copa de la Liga y la Copa de Europa, lo que significó la primera vez que un equipo inglés ganara tres títulos en una misma temporada. En 1985, el equipo vuelve a alcanzar la final de la Copa de Europa ante la Juventus de Turín en el Estadio de Heysel de Bruselas. Antes del inicio del partido, un grupo de hooligans del Liverpool destruyeron una pared que separaba los grupos de seguidores de ambos equipos, y cargaron contra los fanáticos de la Juventus. Por seguridad, la gente comenzó a acumularse contra un muro de contención de una de las tribunas, pero este terminó cediendo, matando a 39 personas, la mayoría de ellas, italianas. El incidente recibió el nombre de Tragedia de Heysel. El partido se jugó a pesar de las protestas de los entrenadores de ambos clubes, y el Liverpool finalmente perdió 1-0 ante la Juventus. Como resultado de la tragedia, a los clubes ingleses se les prohibió participar en competiciones europeas durante cinco años, mientras que el club inglés recibió una prohibición de diez años, que posteriormente fue reducida a seis. Un total de 14 de sus aficionados fueron condenados por homicidio negligente.

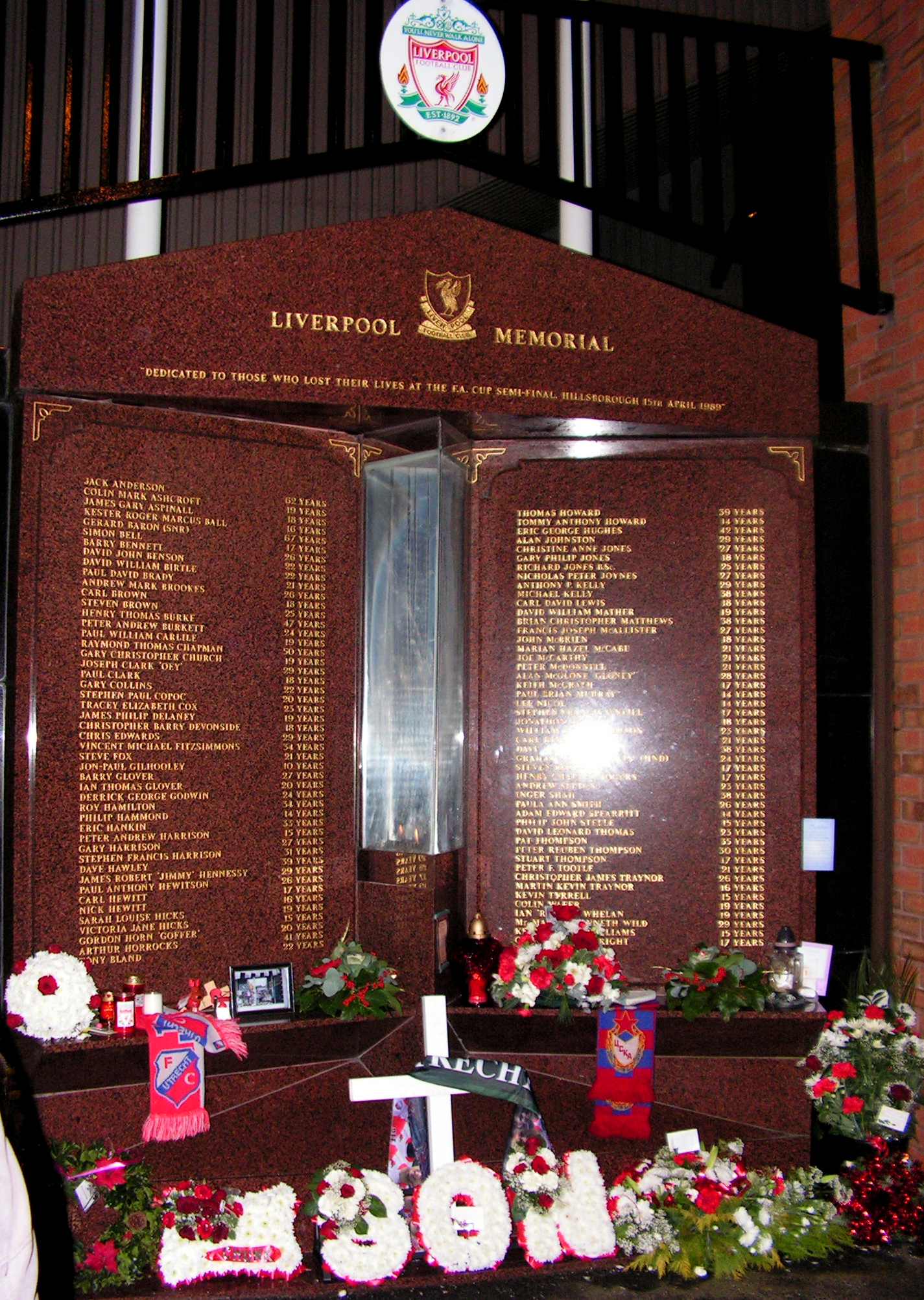
El memorial de Hillsborough, tiene los nombres grabados de las 96 víctimas de la tragedia de Hillsborough.

Fagan renunció después de la tragedia y Kenny Dalglish se hizo cargo del equipo, convirtiéndose en el primer jugador-entrenador en la historia del club. Durante su mandato, el club ganó otros tres campeonatos de ligas y dos FA Cups, incluyendo un doblete de liga y FA Cup en la temporada 1985-86. Sin embargo, los buenos resultados se vieron opacados por la tragedia de Hillsborough. Durante una semifinal de la FA Cup contra el Nottingham Forest el 15 de abril de 1989, cientos de aficionados «reds» fueron aplastados contra las vallas del perímetro. Un total de 94 personas fallecieron ese mismo día; la 95.ª víctima murió cuatro días después en el hospital producto de sus graves lesiones, mientras que otro falleció tras cuatro años, tiempo en el que jamás pudo recobrar el conocimiento. Tras este incidente, el Gobierno del Reino Unido encabezado por la primera ministra Margaret Thatcher decidió tomar cartas en el asunto para prevenir estos sucesos. El Informe Taylor, entre sus conclusiones, estableció como recomendación que todos los estadios de fútbol profesionales estuvieran provistos de asientos. Además, determinó que la principal causa del desastre fue el hacinamiento de público debido a un fallo de control policial.
En la temporada 1988-89, el campeonato de liga se definió en la última jornada. Liverpool terminó en igualdad de puntos y diferencia de goles con el Arsenal, pero perdió el título con gol en el último minuto de Michael Thomas, y el club londinense finalizó con mayor suma de goles anotados. Sin embargo, al año siguiente el Liverpool obtuvo su 18º título, que no pudo repetir hasta 2019-20. En el transcurso, logró su mayor goleada histórica en la máxima división, al vencer 9-0 al Crystal Palace el 12 de septiembre de 1989.
Dalglish citó la tragedia de Hillsborough y sus repercusiones como la principal razón de su renuncia en 1991; y Graeme Souness fue elegido para reemplazarlo. Liverpool ganó la FA Cup en 1992, al mismo tiempo que terminó sexto por liga. A la siguiente temporada, fue miembro fundador de la Premier League en la que finalizó sexto nuevamente, lo cual implicó el despido de Souness en enero de 1994. Fue sustituido por Roy Evans, y el equipo ganó su quinta Copa de la Liga en 1995. Pese a haber peleado por ganar el título de liga en varias ocasiones, culminó tercero en las temporadas 1995-96 y 1997-98. Asimismo, Gérard Houllier fue nombrado co-entrenador para la temporada 1998-99, y pasó a ser entrenador único tras la renuncia de Evans. En la temporada 2000-01, la segunda completa de Houllier en el cargo, el Liverpool ganó un triplete de FA Cup, Copa de la Liga y la Copa de la UEFA. Sin embargo Houllier fue sometido a una cirugía del corazón durante el transcurso del ciclo 2001-02, en el que conjunto red terminó subcampeón en la Premier League, por detrás del Arsenal. Además, consiguió ganar nuevamente la Copa de la Liga en 2003, pero no pudo pelear por el título de liga en las siguientes dos temporadas.

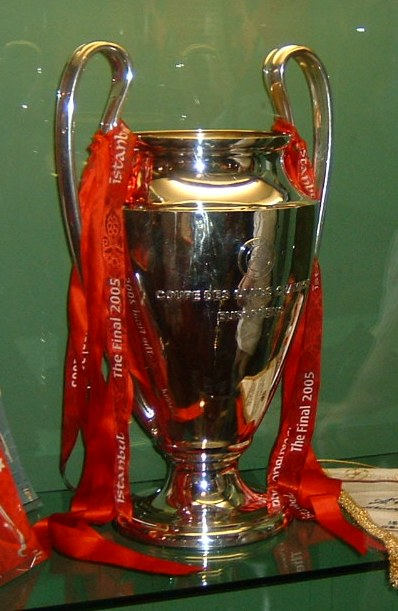
El Trofeo de la Copa de Europa ganado por el Liverpool en 2005.

Houllier fue reemplazado por Rafa Benítez al final de la temporada 2003-04. A pesar de haber finalizado en el quinto puesto por Premier League, Liverpool ganó la Liga de Campeones de la UEFA 2004-05, venciendo al AC Milan italiano por 3-2 en la tanda de penaltis, después de que el encuentro finalizara empatado 3-3. En 2006, culminó tercero en la Premier League y ganó la FA Cup 2005-06, superando a West Ham United en la final mediante la tanda de penaltis después de que el partido terminara 3-3. Los empresarios estadounidenses George Gilett y Tom Hicks pasaron a ser dueños de la entidad en 2007 en un acuerdo que le dio un valor al club y sus deudas pendientes en £218,9 millones. Liverpool alcanzó la Final de la Liga de Campeones de la UEFA 2006-07 y se enfrentó nuevamente al AC Milan, pero en esta ocasión cayó por 2-1. En la Premier League 2008-09 alcanzó la cifra de 86 puntos, su mayor puntaje desde la creación de esta competencia, y finalizó subcampeón detrás del Manchester United.
En la temporada 2009-10, Liverpool finalizó séptimo en la Premier League y falló en clasificarse a la Liga de Campeones. Como consecuencia, Benítez abandonó el club de mutuo acuerdo con la junta directiva y Roy Hodgson proveniente del Fulham asumió en el cargo. Al comienzo de la temporada 2010-11 el club se encontraba al borde de la bancarrota y sus acreedores pidieron al Tribunal Superior de Justicia que permitiera una venta del club, haciendo caso omiso a los deseos de Hicks y Gillett. John W. Henry, dueño de los Boston Red Sox y del grupo empresario Fenway Sports Group, tomó posesión en octubre de 2010 tras ser aprobada su oferta. Los malos resultados durante el inicio de esa temporada llevaron a Hodgson a abandonar el club por consentimiento mutuo y el exjugador y entrenador Kenny Dalglish asumió como entrenador por segunda vez. A pesar de obtener la octava Copa de la Liga para el club al vencer en la final al Cardiff City y ser subcampeón de la FA Cup, finalizó octavo en la Premier League, la peor posición por liga en 18 años y esto implicó el despido de Dalglish. Fue reemplazado por Brendan Rodgers, que en su primer año al mando, Liverpool terminó séptimo. No obstante, en la temporada 2013-14, logró pelear por el título y finalizó segundo, detrás del campeón Manchester City y retornó a la Liga de Campeones, anotando 101 goles en el transcurso, la mayor cantidad desde los 106 goles anotados en la
temporada 1895-96. Después de una decepcionante temporada 2014-15 —donde el Liverpool terminó sexto en la liga—, y un mal comienzo en la 2015-16, Rodgers fue despedido en octubre de 2015. Su sucesor fue el alemán Jürgen Klopp, quien se convirtió en tercer entrenador no británico en la historia del club. El equipo alcanzó las finales de la Copa de la Liga, Liga Europa y la UEFA Champions League 2017-18, finalizando como subcampeón en las 3 competiciones.
En la temporada 2018-19 logró acabar en segundo lugar en la Premier League consiguiendo 97 puntos, la mayor cantidad de puntos en toda su historia; detrás del Manchester City, que logró puntuar 98 puntos. Concluyó con la mejor defensiva (22 goles), equipo con menos derrotas (1), mejor equipo visitante (44 puntos), y mejor subcampeón en la historia de las máximas ligas europeas. Pese al éxito en la Premier League, el mayor logro del club en dicha temporada fue conquistar su sexta Liga de Campeones de la UEFA al vencer 2-0 al Tottenham Hotspur con goles Mohamed Salah de penal y Divock Origi en el Wanda Metropolitano en Madrid, España. En la temporada 2019-20 logró ganar por primera vez el título de la Premier League después de 30 años sin haber logrado la liga nacional, consiguiendo así su décimo noveno título de liga.  La temporada 2021-22 fue una de las más destacadas en la historia del club, al protagonizar la disputa por el título en todos los torneos en los que participó, concretando la primera ocasión que un club inglés disputa todos los partidos posibles en el contexto de los certámenes jugados. No obstante, el club solo pudo conseguir los títulos de la FA Cup 2021-22, la Copa de la Liga de Inglaterra 2021-22 y la Community Shield 2022; concluyó como subcampeón de la Premier League 2021-22 y de la Liga de Campeones de la UEFA 2021-22, acumulando 64 partidos oficiales en el ciclo futbolístico.

## Indumentaria
- Equipación Titular: Camiseta roja, pantalón rojo y medias rojas.
- Equipación Suplente: Camiseta marfil, pantalón negro y medias marfiles.

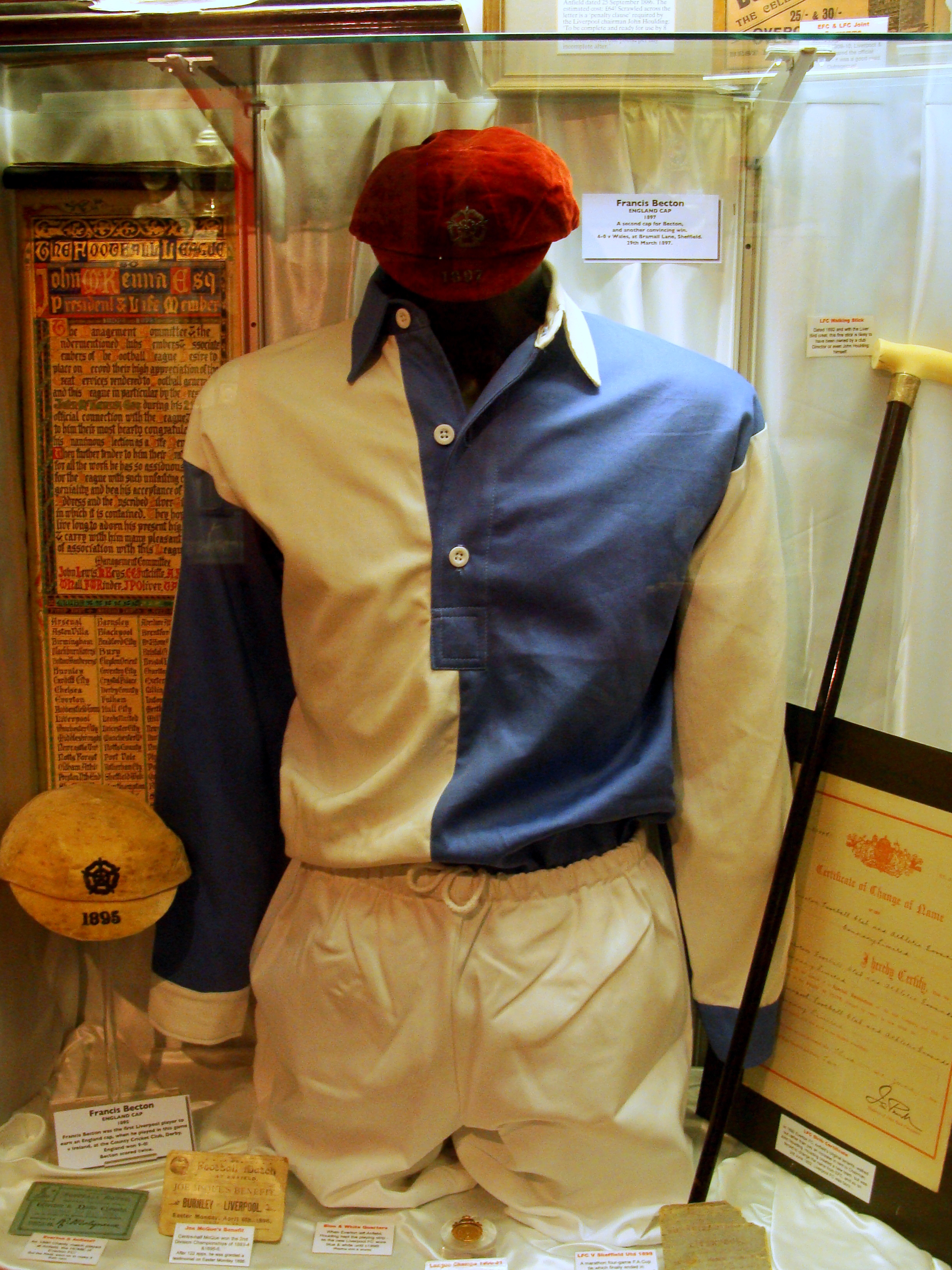
Primer uniforme del club, utilizado entre 1892 y 1896.

Durante gran parte de su historia, el Liverpool utilizó una indumentaria totalmente de color rojo, pero ha tenido distintas versiones antes de adoptar el modelo actual.
En sus años fundacionales, el uniforme era similar al utilizado por el Everton. Sin embargo, cayó en desuso en 1894, cuando el club adoptó el rojo como color principal. Se considera al rojo como un símbolo de la ciudad de Liverpool. El Liverbird —otro símbolo de la ciudad, en este caso, un pájaro— fue incorporado en el escudo del club en 1901; no obstante, su inclusión en la equipación se dio en 1955. El equipamiento completo tras los primeros cambios constaba de camiseta roja y pantalón y medias blancas.
Bill Shankly, entrenador del equipo en ese entonces, propuso que sus jugadores vistieran totalmente de rojo para «darles la apariencia de diablos» y que así «infundieran temor a sus rivales». Liverpool jugó totalmente de rojo por primera vez ante el Anderlecht belga en el marco de la segunda ronda de la Copa de Europa 1964-65. Ian St John, uno de los exfutbolistas del club, recordó en su autobiografía:

He [Shankly] thought the colour scheme would carry psychological impact—red for danger, red for power. He came into the dressing room one day and threw a pair of red shorts to Ronnie Yeats. “Get into those shorts and let’s see how you look,” he said. “Christ, Ronnie, you look awesome, terrifying. You look 7ft tall.” “Why not go the whole hog, boss?” I suggested. “Why not wear red socks? Let’s go out all in red.” Shankly approved and an iconic kit was born.
Él [Shankly] pensaba que la combinación de colores que llevan el impacto psicológico de color rojo para el peligro, rojo de poder. Él entró un día en el vestuario y le lanzó un par de pantalones cortos de color rojo a Ronnie Yeats. «Ponte los pantalones cortos y vamos a ver cómo te quedan», dijo. «Ronnie, te ves genial, terrorífico, parece que eres siete pies más alto. ¿Por qué no vestir así?», «¿Por qué no ir completamente de rojo?» sugerí. «¿Por qué no usar medias rojas? Vamos a salir todo de rojo.» Shankly aprobó la idea y nació un color característico.
Ian St John.

Para sus partidos como visitante, habitualmente utiliza camiseta blanca, pantalones y medias de color negro o todo de color amarillo. En 1987, fue presentado un uniforme totalmente de color gris que se utilizó hasta la temporada 1991-92 —en la que se celebró el centenario de la entidad—, cuando fue sustituido por camisetas verdes con shorts blancos. Después de usar distintas combinaciones de colores en la década de 1990, —incluidos entre ellos, el dorado y azul marino, el amarillo brillante, negro y gris—, el club alternó los colores amarillo y blanco hasta la temporada 2008-09, cuando fue reintroducida la camiseta gris. Por lo general, suele utilizarse un tercer uniforme diseñado para las competiciones internacionales, aunque también se usa para partidos como visitante. Esto sucede en el caso de que el equipo local use un kit similar al del uniforme suplente. Desde 2020, Nike es la empresa proveedora de los uniformes y las indumentarias de entrenamiento del Liverpool. Sin embargo, el club decidió convertir a la empresa alemana Adidas en el próximo fabricante de uniformes a partir del 1 de agosto de 2025, fecha en la que terminaría el contrato con Nike. Esta será la tercera ocasión en la que la marca alemana se asociará con el Liverpool, haciéndolo previamente de 1985-1996 y 2006-2012. Adicionalmente, los uniformes han sido fabricados por Umbro (1973-1985), Reebok (1996-2006), Warrior Sports (2012-2015) y New Balance (2015-2020).
Liverpool fue el primer equipo inglés en usar un patrocinador en el pecho de la camiseta, después de haber llegado a un acuerdo con Hitachi en 1979. Desde ese entonces el club fue patrocinado por Crown Paints, Candy, Carlsberg y Standard Chartered Bank. El contrato con Carlsberg, firmado en 1992, fue el más acuerdo de mayor duración acordado por un club de la máxima categoría del fútbol inglés, ya que este venció en la temporada 2010-11. Tras su conclusión, se llegó a un acuerdo con Standard Chartered Bank.
| Primer |  | 2025–2026 |

## Símbolos

### Escudo

Escudo del club, donde se muestra al Liverbird en el centro.

El principal símbolo del club es un «Liverbird», —un ave mítica, mitad cormorán y mitad águila—, que se ha convertido en el símbolo de la ciudad de Liverpool. Se encuentra en la parte superior de las dos torres del Royal Liver Building a orillas de Mersey, en los muelles de Liverpool. La leyenda dice que el día en que despegue el Liver bird del Royal Liver Building será el final de la ciudad.
Presente en la camiseta del Liverpool Football Club en 1955, el Liver bird está representado hasta 1969 en rojo sobre un óvalo blanco en la camiseta de casa. Los colores se invierten en los jerséis de visitante, con un pájaro blanco en un óvalo rojo. Durante la primera mitad de la década de 1970, el ave mítica se representa solo en blanco sobre el jersey rojo. El color del Liver Bird se vuelve amarillo en 1976 y las siguientes nueve temporadas. Las temporadas 1985-1986 y 1986-1987 son las últimas en las que la camiseta del Liverpool está marcada con el único Liver Bird blanco.
En 1987, el escudo de armas del club apareció en las camisetas del club. En 1992, el logo cambia a un escudo de armas amarillo. Permanece en las camisetas del Liverpool Football Club hasta el año 2000 antes de un nuevo cambio en el logotipo, que es el utilizado hasta hoy.
El escudo está basado en el Liverbird y adopta el estilo de «escudo suizo», el cual ha sido seleccionado en sus años fundacionales. En 1992, para conmemorar el centenario del club, fue aprobado una nueva versión del mismo, en el que se incorporó el popular lema You'll Never Walk Alone coronado por una representación de las Puertas de Shankly. Al año siguiente, fueron incluidas dos llamas eternas a cada lado, en representación a las víctimas de la Tragedia de Hillsborough. En 2012, la empresa Warrior Sports retira del primer uniforme el escudo heráldico y las Puertas de Shankly —dejando únicamente al Liverbird— retornando al emblema que adornó la camiseta del Liverpool en los años 1970. Por su parte, las llamas fueron colocadas en la parte interior de la camiseta, rodeando al número «96», la cantidad de muertos en Hillsborough.

## Infraestructura

### Estadio

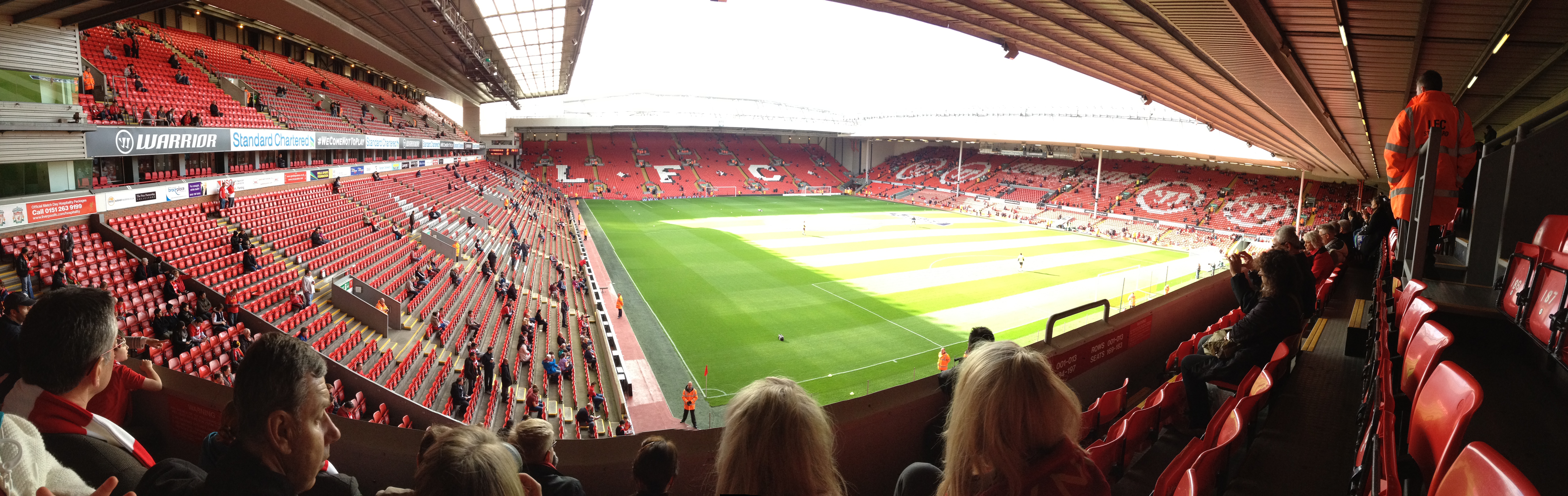
Vista panorámica del Estadio de Anfield.

Anfield fue inaugurado el 28 de septiembre de 1884 en los terrenos adyacentes al Stanley Park. Originalmente, el estadio fue utilizado por el Everton antes de que este pasara a jugar en Goodison Park, tras un conflicto económico con el propietario del recinto, John Houlding. Esto dejó a Houlding con la propiedad del estadio, pero sin ningún club utilizándolo; por consecuencia, fundó el Liverpool en 1892 y desde entonces, el equipo disputa sus partidos como local en este estadio. Uno de los mástiles del SS Great Eastern, un buque gigante de fines del siglo XIX, se encuentra en el estadio y en su extremo ondea la bandera del club.
En 1906, la grada de uno de los extremos del campo fue bautizada como Spion Kop, en recuerdo de una de las batallas en la segunda guerra bóer, en la que murieron los 300 hombres del regimiento de Lancashire, muchos de los cuales eran de Liverpool. Para esa época, varios estadios de Inglaterra ya tenían tribunas con nombres propios antes de su surgimiento, pero Spion Kop era la de mayor aforo. En su inauguración, llegó a albergar una cantidad estimada en 28 000 espectadores, por lo que fue una de las mayores gradas consistentes de un solo nivel en el mundo, siendo su capacidad mayor que la de varios estadios enteros en el país británico. Los aficionados que habitualmente la ocupan se conocen como Kopites.
El estadio alcanzó a tener una capacidad máxima de 60 000 espectadores durante los años 1970, y hacia inicios de la década de 1990 era de 55 000. Sin embargo, a raíz de la Tragedia de Hillsborough en 1989, adecuándose a las regulaciones adoptadas por la Premier League y el Informe Taylor elaborado por el Gobierno británico, Anfield fue reconstruido totalmente, poniendo asientos en la totalidad del estadio y reduciendo la capacidad a 45 276 personas. Además, las medidas de dicho documento concluyeron en realizar una remodelación total en la tribuna Kemlyn Road Stand, la cual había sido reconstruida en 1992. Al ser el año del centenario del club, se le cambió el nombre a Centenary Stand —traducción: Grada Centenario—. El siguiente cambio en Anfield se dio en 1998 al inaugurarse la nueva tribuna de doble grada de Anfield Road. No obstante, causó varios problemas desde su renovación. Durante el homenaje a Ronnie Moran contra el Celtic F.C. muchos seguidores se quejaron de que la grada superior se movía. A comienzos de la temporada de 1999-2000 tuvieron que colocarse diversos postes de sostén para dar mayor estabilidad a la parte superior de la tribuna. Subsiguientemente, recibió la clasificación de cinco estrellas según los criterios de la UEFA.
Pese a esto, debido a restricciones para ampliar su capacidad, el Liverpool consideró construir un nuevo estadio en mayo de 2002. En ese momento el aforo propuesto para el nuevo estadio fue de 55 000 espectadores, pero más tarde aumentó a 61 000. El 30 de julio de 2004 se le otorgó al club el permiso para construir un nuevo estadio, que se localizaría en Stanley Park, a tan solo 270 m de Anfield, y el 8 de septiembre de 2006 el Ayuntamiento de Liverpool accedió a otorgarle un contrato de arrendamiento del sitio propuesto por 999 años. Tras la toma de poder por George Gillett y Tom Hicks en la gerencia del club el 6 de febrero de 2007, el estadio propuesto fue rediseñado. En noviembre de 2007, el nuevo diseño fue aprobado por el ayuntamiento y se estableció que la construcción comenzaría en agosto de 2008.
Una vez estuviera terminado el nuevo estadio, Anfield sería demolido y el sitio se convertiría en la pieza central del desarrollo de Anfield Plaza, un complejo que incluiría un hotel, restaurantes y oficinas. Sin embargo, la cadena BBC Sports reportó en octubre de 2012 que el Fenway Sports Group —grupo empresario propietario del club desde 2010— había decidido remodelar el estadio actual y no construir uno nuevo. Como parte de este proceso, se acordó aumentar la capacidad de Anfield de 45 276 espectadores a aproximadamente 60 000 y estas obras tendrían un costo de £150 millones. Cuando se terminó la construcción de la nueva tribuna principal, la capacidad de Anfield fue expandida a 54 074. La construcción tuvo un costo de £100 millones y añadió una tercera grada a la tribuna. La obra hizo parte de un proyecto para mejorar el área de Anfield por un valor de £260 millones.
En junio de 2021, se reportó del Concejo de la Ciudad de Liverpool y le dio luz verde al club para renovar y expandir la tribuna Anfield Road. aumentando su capacidad en alrededor de 7 000 espectadores y dejando la capacidad total de Anfield en 61 000 hinchas. La nueva expansión tuvo un costo estimado de £60 millones e inicialmente se planeó que fuera terminada en el verano de 2023. El proyecto inició oficialmente el 30 de septiembre del mismo año, con una ceremonia entre los contratistas, los directivos del club y el entonces entrenador, Jürgen Klopp. Las obras sufrieron de varios retrasos, entre los que se destaca el cambio de contratista principal, resultaron en la postergación de la apertura de la nueva tribuna.

### Campo de Entrenamiento
Por su parte, el equipo realiza sus entrenamientos en el campo de entrenamiento Melwood. El recinto cuenta con modernas instalaciones tales como un gimnasio y una piscina. Es exclusivo para el primer equipo, por lo que no es utilizado ni por las divisiones juveniles ni por el plantel de reservas.
En 1998, se abrió una nueva Academia Juvenil «Youth Academy» en Kirkby, al norte de Liverpool. Reemplaza los sistemas más antiguos por otros más nuevos y permite al club centrar su desarrollo en la juventud y el reclutamiento, empleando nuevas técnicas y cumpliendo con los estándares de los centros de capacitación. Está supervisada por el exjugador del Liverpool FC Hughie McAuley, quien anteriormente fue Director de Desarrollo Juvenil.

## Estadísticas
- Fundación: 1892.[12]
- Puesto histórico: 1.º[99]
- Temporadas en primera división: 121 (1894-95, 1896-97 a 1903-04, 1905-06 a 1953-54 y 1962-63 al presente).[100]
- Temporadas en segunda división: 11 (1893-94, 1895-96, 1904-05, 1954-55 a 1961-62).[100]
- Más victorias en una sola temporada: 32 (2019-20).[101]
- Más derrotas en una sola temporada: 21 (1954).
- Victoria más amplia: Liverpool 11-0 Strømsgodset, dieciseisavos de final de la Recopa de Europa 1974-75 (17 de septiembre de 1974).[101]
- Victoria más amplia en la Liga de Campeones de la UEFA: Liverpool 8-0 Beşiktaş, fase de grupos (6 de noviembre de 2007).[102]
- Victoria más amplia en campeonato: Liverpool 9-0 Crystal Palace, First Division 1989-90 (12 de septiembre de 1989).[101]
- Derrota más amplia: Huddersfield 8-0 Liverpool, First Division 1934-35 (10 de noviembre de 1934) y Birmingham City 9-1 Liverpool, Second Division 1954-55 (11 de diciembre de 1954).[101]
- Mejor puesto en la liga: 1.º (19 ocasiones).[103]
- Peor puesto en la liga: 22.º (1 ocasión).[104]
- Mejor Participación en la Liga de Campeones de la UEFA: 6 veces campeón (1977, 1978, 1981, 1984, 2005, 2019).[103]
- Mejor Participación en la Liga Europa de la UEFA: 3 veces campeón (1973, 1976, 2001).[103]
- Máximo goleador:  Ian Rush (1980-1987; 1988-1995) - 346 goles (sumando competiciones Internacionales y Nacionales).[50]
- Máximo goleador en la liga:  Roger Hunt (1958-1969) 245 goles.[50]
- Más partidos disputados:  Ian Callaghan (1960-1978), 857 partidos (sumando competiciones Internacionales y Nacionales).[105]
- Entrenador con más títulos:  Bob Paisley, 20 títulos.[22]
- Fichaje más caro:  Florian Wirtz, £116 millones (2025)

### Denominaciones
A continuación se listan las distintas denominaciones de las que ha dispuesto el club durante su historia:
- Everton Football Club and Athletic Grounds Ltd: (1892) Nombre de fundación del equipo.
- Liverpool Football Club: (1892-Act.) Cambio de nombre por el nuevo dueño, John Houlding,.

## Palmarés

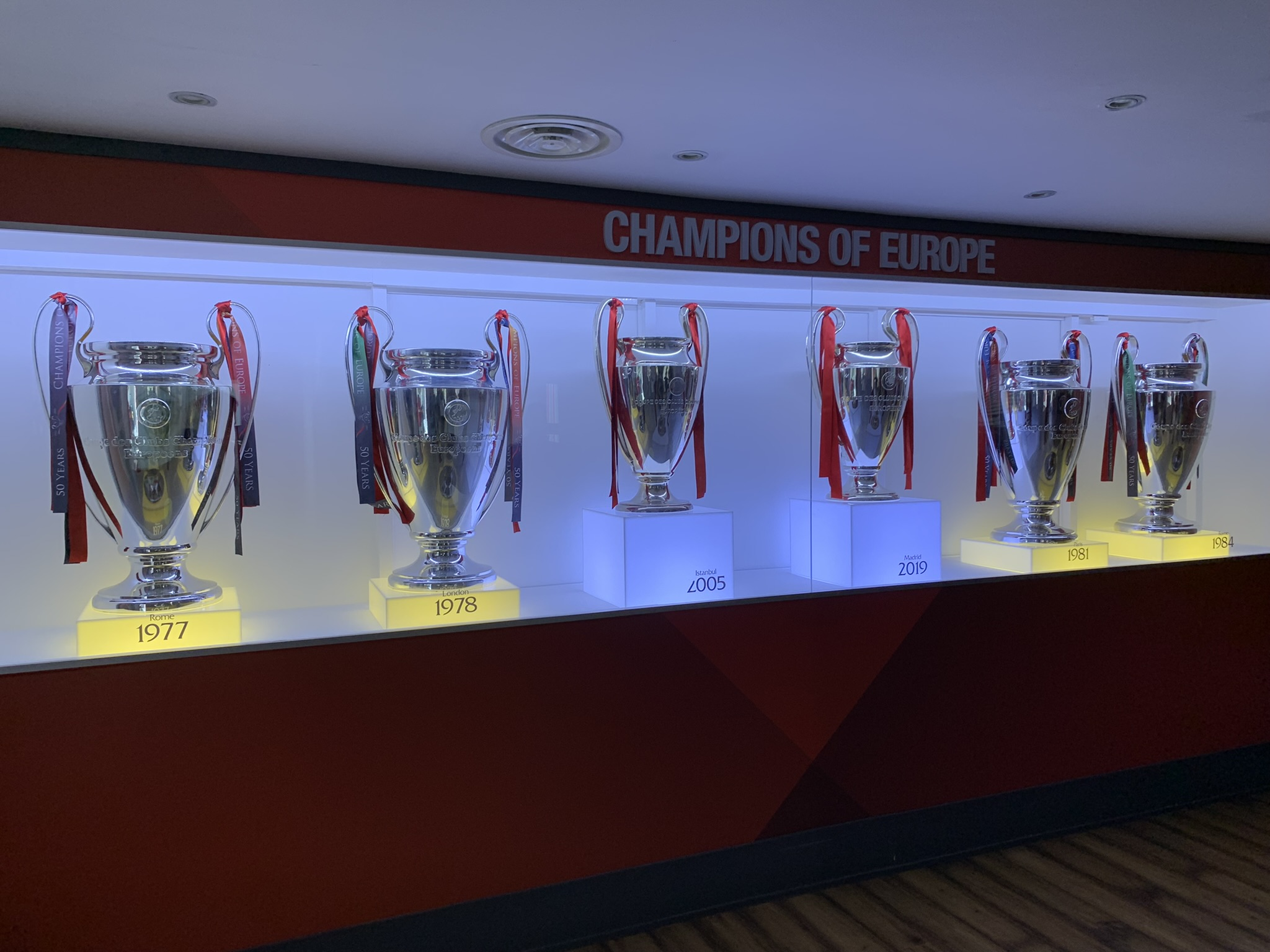
Las seis Copas de Europa del Liverpool ganadas entre 1977 y 2019 en las vitrinas del museo del club.

El primer trofeo del Liverpool fue la Lancashire League, una liga de carácter regional para los equipos ubicados en el condado homónimo. El Liverpool ganó este trofeo en su primera temporada. En 1901, el club ganó su primer campeonato de liga nacional, mientras que obtuvo su primera FA Cup en 1965. En términos de cantidad de títulos ganados, la década más exitosa del club fue la de 1980, donde obtuvo seis ligas de primera división, dos FA Cups, cuatro Copas de la Liga, cinco Community Shields —la de 1986, compartida con el Everton— y dos Copas de Europa.
El Liverpool ganó el campeonato de liga de Inglaterra en veinte ocasiones, obtuvo ocho FA Cups, diez Copas de la Liga —siendo el club más laureado de dicha competición—, dieciséis Community Shield y una Football League Super Cup. Ha ganado el doblete nacional de liga y FA Cup en 1986, mientras que obtuvo la liga y la Copa de Europa en la misma temporada en dos oportunidades (1977 y 1984). En 1984, también ganó la Copa de la Liga, con lo cual concretó un triplete, un logro que luego repetiría en 2001, donde obtuvo su cuarta FA Cup, su séptima Copa de la Liga y su tercera Copa de la UEFA.
En el ámbito internacional es el club inglés con más títulos internacionales con catorce conquistas: ganó la Copa de Europa —actual Liga de Campeones y más prestigiosa competición de clubes en Europa— en seis ocasiones, siendo el club inglés que más veces ha ganado dicha copa, y en el cómputo global, su registro solamente es superado por Real Madrid y Milan. La obtención de su quinta Copa de Europa en 2005 significó que el club pudiera mantener el trofeo de la competición y además, le fue concedido el emblema de campeón múltiple. En cuanto a la Copa de la UEFA —actual Liga Europa y segunda competición europea por prestigio e importancia— logró ganarla en tres ocasiones, sobre cuatro finales disputadas. Asimismo, es el segundo club inglés que logró coronarse campeón mundial al obtener la Copa Mundial de Clubes en una ocasión.
Nota: en negrita competiciones vigentes en la actualidad. Indicado el récord del torneo  y el compartido 

### Torneos nacionales
| Competiciones nacionales               | Títulos | Subcampeonatos |
| -------------------------------------- | --- | --- |
| Primera División (20/15)               | 1900-01, 1905-06, 1921-22, 1922-23, 1946-47, 1963-64, 1965-66, 1972-73, 1975-76, 1976-77, 1978-79, 1979-80, 1981-82, 1982-83, 1983-84, 1985-86, 1987-88, 1989-90, 2019-20, 2024-25. | 1898-99, 1909-10, 1968-69, 1973-74, 1974-75, 1977-78, 1984-85, 1986-87, 1988-89, 1990-91, 2001-02, 2008-09, 2013-14, 2018-19, 2021-22. |
| FA Cup (8/7)                           | 1964-65, 1973-74, 1985-86, 1988-89, 1991-92, 2000-01, 2005-06, 2021-22. | 1913-14, 1949-50, 1970-71, 1976-77, 1987-88, 1995-96, 2011-12.                                                                         |
| Copa de la Liga (10/5)                 | 1980-81, 1981-82, 1982-83, 1983-84, 1994-95, 2000-01, 2002-03, 2011-12, 2021-22, 2023-24.                                                                                           | 1977-78, 1986-87, 2004-05, 2015-16, 2024-25.                                                                                           |
| Community Shield (16/9)                | 1964*, 1965*, 1966, 1974*, 1976, 1977*, 1979, 1980, 1982, 1986*, 1988, 1989, 1990*, 2001, 2006, 2022.                                                                               | 1922, 1971, 1983, 1984, 1992, 2002, 2019, 2020, 2025.                                                                                  |
| League Super Cup (1/0)                 | 1985-86. | |
| Sheriff of London Charity Shield (1/0) | 1906. | |
|                                        | | |
| Segunda División (4/0)                 | 1893-94, 1895-96, 1904-05, 1961-62. | |

(*) Título compartido.

### Torneos internacionales
| Competiciones internacionales | Títulos                                               | Subcampeonatos                      |
| ----------------------------- | ----------------------------------------------------- | ----------------------------------- |
| Copa Mundial de Clubes (1/1)  | 2019.                                                 | 2005.                               |
| Liga de Campeones (6/4)       | 1976-77, 1977-78, 1980-81, 1983-84, 2004-05, 2018-19. | 1984-85, 2006-07, 2017-18, 2021-22. |
| Liga Europa (3/1)             | 1972-73, 1975-76, 2000-01.                            | 2015-16.                            |
| Supercopa de Europa (4/2)     | 1977, 2001, 2005, 2019.                               | 1978, 1984.                         |
| Copa Intercontinental (0/2)   |                                                       | 1981, 1984.                         |
| Recopa de Europa (0/1)        |                                                       | 1965-66.                            |

### Reconocimientos internacionales
| Distinción             | Año               |                   |
| ---------------------- | ----------------- | ----------------- |
| Club del año IFFHS (3) | 2001, 2005, 2019. | 2001, 2005, 2019. |

### Trayectoria
Ocupa el tercer puesto en mayor cantidad de temporadas en primera división con ciento tres y es el líder de la clasificación acumulada histórica de la máxima categoría inglesa, habiendo obtenido más triunfos y sumado más puntos que ningún otro club en la competición. Su posición promedio en la primera división es de 3.3 en el período 1955-2015, que es el más alto del fútbol inglés; mientras que en el período que abarca el siglo XX, su promedio de ubicación (8.7) es el segundo más alto por detrás del Arsenal.
Nota: En negrita competiciones activas.
| Competición                                     | P.J. | P.G. | P.E. | P.P. | G.F.  | G.C. | Mejor resultado |
| ----------------------------------------------- | ---- | ---- | ---- | ---- | ----- | ---- | --------------- |
| Football League First Division / Premier League | 4286 | 2035 | 1061 | 1190 | 7190  | 5150 | Campeón         |
| Football League Second Division                 | 428  | 243  | 82   | 103  | 977   | 571  | Campeón         |
| FA Cup                                          | 448  | 239  | 96   | 113  | 745   | 430  | Campeón         |
| Community Shield                                | 24   | 10   | 6    | 8    | 29    | 24   | Campeón         |
| Football League Cup                             | 248  | 149  | 45   | 54   | 493   | 246  | Campeón         |
| Football League Super Cup                       | 8    | 6    | 2    | 0    | 19    | 6    | Campeón         |
| Sheriff of London Charity Shield                | 1    | 1    | 0    | 0    | 5     | 1    | Campeón         |
|                                                 |      |      |      |      |       |      |                 |
| Copa de Europa / Liga de Campeones de la UEFA   | 248  | 142  | 50   | 56   | 472   | 228  | Campeón         |
| Copa Intercontinental / Copa Mundial de Clubes  | 6    | 3    | 0    | 3    | 6     | 6    | Campeón         |
| Copa de la UEFA / Liga Europa de la UEFA        | 124  | 66   | 34   | 24   | 186   | 94   | Campeón         |
| Supercopa de la UEFA                            | 8    | 4    | 2    | 2    | 18    | 12   | Campeón         |
| Recopa de Europa de la UEFA                     | 29   | 16   | 5    | 8    | 57    | 29   | Subcampeón      |
| Copa Internacional de Ciudades en Feria         | 22   | 12   | 4    | 6    | 46    | 15   | Semifinales     |
|                                                 |      |      |      |      |       |      |                 |
| Total                                           | 5880 | 2926 | 1387 | 1567 | 10243 | 6812 | 70 Títulos      |
| Ver estadísticas completas                      |      |      |      |      |       |      |                 |

Nota: En negrita competiciones activas. Estadísticas actualizadas al último partido jugado el 29 de mayo de 2023.

Fuentes: Lfhistory Premier League - UEFA - FIFA Archivado el 16 de junio de 2018 en Wayback Machine.

## Jugadores

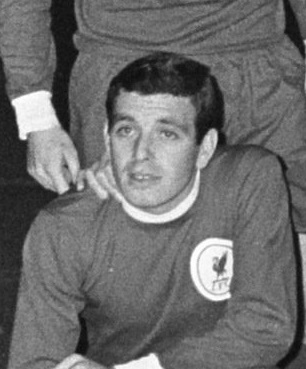
Ian Callaghan en 1966.

Ian Callaghan es el futbolista con mayor cantidad de partidos jugados para el Liverpool con un total de 857 entre 1960 y 1978. Es el único que logró superar los 800 partidos, además ser el futbolista con más partidos tanto por liga como por FA Cup. Adicionalmente al ya citado, Jamie Carragher y Steven Gerrard son dos de los jugadores con mayor número de encuentros jugando para el club «red» con 737 y 710 respectivamente, teniendo Carragher el récord de participaciones en torneos internacionales. Por su parte, Elisha Scott fue el jugador que más tiempo permaneció en el club, con 21 años desde 1913 y 1934, mientras que Phil Neal realizó 417 apariciones consecutivas en el primer equipo del 23 de octubre de 1976 al 24 de septiembre de 1983.
A lo largo de su historia, el Liverpool contribuyó con 67 futbolistas a la Selección inglesa, siendo el tercer club en este ámbito. El primer jugador en ser convocado para el combinado nacional fue Frank Becton el 29 de marzo de 1897. En 1966, tres jugadores del Liverpool —Gerry Byrne, Ian Callaghan y Roger Hunt— integraron el plantel de Inglaterra que obtuvo la Copa Mundial ese mismo año. Gerrard es el jugador del club que más veces fue convocado con 114. No obstante, debido a que el Liverpool ha tenido jugadores de diversas nacionalidades, ha habido otros futbolistas que han representado a otras selecciones además de la inglesa. En este caso, se destaca Ian Rush con 26 presencias para Gales.
Rush, además de ser el jugador con más presencias en Copa de la Liga, es el máximo goleador histórico del club con 346 goles por partidos oficiales, con 229 por liga, 39 por FA Cup, 48 por Copa de la Liga y 23 en otras competiciones. Además de Rush, se destacaron Roger Hunt con 286 anotaciones y Gordon Hodgson con 241. Por otra parte, el jugador que más goles anotó por la selección nacional fue Michael Owen con 26.
En cuanto a condecoraciones, cuatro jugadores del club recibieron el Jugador del Año de la Premier League, ocho el Premio PFA al jugador del año y catorce el Premio FWA al futbolista del año. En 2001, Michael Owen obtuvo el Balón de Oro, premio entregado por la revista francesa France Football.
| Máximos goleadores | Máximos goleadores | Máximos goleadores | Más partidos disputados | Más partidos disputados     | Más partidos disputados | Más temporadas disputadas | Más temporadas disputadas        | Más temporadas disputadas |
| ------------------ | ------------------ | ------------------ | ----------------------- | --------------------------- | ----------------------- | ------------------------- | -------------------------------- | ------------------------- |
| 1.                 | Ian Rush           | 346 goles          | 1.                      | Ian Callaghan               | 857 partidos            | 1.                        | Ian Callaghan                    | 19 años                   |
| 2.                 | Roger Hunt         | 286 goles          | 2.                      | Jamie Carragher             | 737 partidos            | 2.                        | Jamie Carragher / Steven Gerrard | 17 años                   |
| 3.                 | Mohamed Salah      | 245 goles          | 3.                      | Steven Gerrard              | 710 partidos            | 3.                        | Ian Rush                         | 15 años                   |
| 4.                 | Gordon Hodgson     | 241 goles          | 4.                      | Ray Clemence / Emlyn Hughes | 665 partidos            | 4.                        | Ray Clemence                     | 14 años                   |
| 5.                 | Billy Liddell      | 228 goles          | 5.                      | Ian Rush                    | 660 partidos            | 5.                        | Alan Hansen                      | 13 años                   |
| Ver lista completa | Ver lista completa | Ver lista completa | Ver lista completa      | Ver lista completa          | Ver lista completa      | Ver lista completa        | Ver lista completa               | Ver lista completa        |

Nota: En negrita los jugadores aún activos en el club.

### Plantel 2025-26
- Según normativa UEFA, cada club solo puede tener en plantilla un máximo de tres jugadores extracomunitarios, que ocupen plaza de extranjero, mientras que un canterano debe permanecer al menos tres años en edad formativa en el club (15-21 años) para ser considerado como tal.[120]

### Transferencias 2025-26
| Altas                | Altas         | Altas               | Altas           | Altas         |
| Jugador              | Posición      | Procedencia         | Tipo            | Costo         |
| -------------------- | ------------- | ------------------- | --------------- | ------------- |
| Giorgi Mamardashvili | Portero       | Valencia            | Fin de Préstamo | € 0           |
| Freddie Woodman      | Portero       | Preston North End   | Libre           | € 0           |
| Ármin Pécsi          | Portero       | Puskás Akadémia     | Traspaso        | € 1.780.000   |
| Jeremie Frimpong     | Defensa       | Bayer Leverkusen    | Traspaso        | € 40.000.000  |
| Milos Kerkez         | Defensa       | Bournemouth         | Traspaso        | € 46.900.000  |
| Giovanni Leoni       | Defensa       | Parma Calcio        | Traspaso        | € 35.000.000  |
| Florian Wirtz        | Mediocampista | Bayer Leverkusen    | Traspaso        | € 125.000.000 |
| Hugo Ekitike         | Delantero     | Eintracht Fráncfort | Traspaso        | € 80.000.000  |

| Bajas                  | Bajas         | Bajas                | Bajas    | Bajas        |
| Jugador                | Posición      | Destino              | Tipo     | Costo        |
| ---------------------- | ------------- | -------------------- | -------- | ------------ |
| Caoimhín Kelleher      | Portero       | Brentford            | Traspaso | € 14.800.000 |
| Vítězslav Jaroš        | Portero       | Ajax de Ámsterdam    | Préstamo | € 0          |
| Harvey Davies          | Portero       | Crawley Town         | Préstamo | € 0          |
| Trent Alexander-Arnold | Defensa       | Real Madrid          | Traspaso | € 10.000.000 |
| Nathaniel Phillips     | Defensa       | West Bromwich Albion | Traspaso | € 3.500.000  |
| Jarell Quansah         | Defensa       | Bayer Leverkusen     | Traspaso | € 35.000.000 |
| Tyler Morton           | Mediocampista | Olympique de Lyon    | Traspaso | € 10.000.000 |
| Luis Díaz              | Delantero     | Bayern de Múnich     | Traspaso | € 70.000.000 |
| Darwin Núñez           | Delantero     | Al-Hilal             | Traspaso | € 53.000.000 |
| Ben Doak               | Delantero     | Bournemouth          | Traspaso | € 28.950.000 |

### Homenajes
El 11 de julio de 2025 el Liverpool anunció el retiro del dorsal «20» del jugador portugués Diogo Jota, que falleció el 3 de julio de ese año en un accidente de tráfico junto a su hermano André Silva.
| Dorsales retirados por el Liverpool | Dorsales retirados por el Liverpool | Dorsales retirados por el Liverpool | Dorsales retirados por el Liverpool | Dorsales retirados por el Liverpool |
| N.º                                 | Jugador                             | Posición                            | Período                             | Fecha                               |
| ----------------------------------- | ----------------------------------- | ----------------------------------- | ----------------------------------- | ----------------------------------- |
| 20                                  | Diogo Jota                          | Delantero                           | 2020–2025                           | 11/07/2025                          |

## Entrenadores
El Liverpool ha tenido un total de 21 entrenadores a lo largo de su historia y ha llegado a contar con el servicio de múltiples entrenadores de distintas nacionalidades, siendo los de nacionalidad inglesa mayoría, con un total de once entrenadores, seguido por un total de cuatro entrenadores escoceses, dos irlandeses, un norirlandés, un francés, un alemán y un español. El primer cuerpo técnico estuvo conformado por los irlandeses William Edward Barclay y John McKenna, que obtuvieron un porcentaje de efectividad del 60%. El entrenador más longevo es Tom Watson, quien se mantuvo en el cargo 19 años, acumulando 742 partidos dirigidos, de los cuales ganó 329, obteniendo un porcentaje de efectividad del 44,34%. Además, Watson fue el primer entrenador en darle al club su primer título, ganando la First Division en 1901 y 1906. Falleció en el cargo en 1915 a causa de una neumonía. Si bien posteriormente el Liverpool logró ganar dos ligas consecutivas, lo hizo con dos entrenadores distintos. La primera de 1922 fue obtenida con David Ashworth, y la segunda con Matt McQueen. El primero en darle al club un título internacional fue Bill Shankly, quien llevó al club a consagrarse campeón de la Copa de la UEFA en 1973. Shankly se destacó en diversos aspectos, ya que fue capaz de levantar al equipo en medio de una crisis deportiva, llevándolo al ascenso en 1962. En la máxima categoría, logró ganar el mencionado campeonato en 3 ocasiones, junto con 2 FA Cups. Además, fue el creador del tradicional «Boot Room» y propuso la actual indumentaria del club totalmente roja.

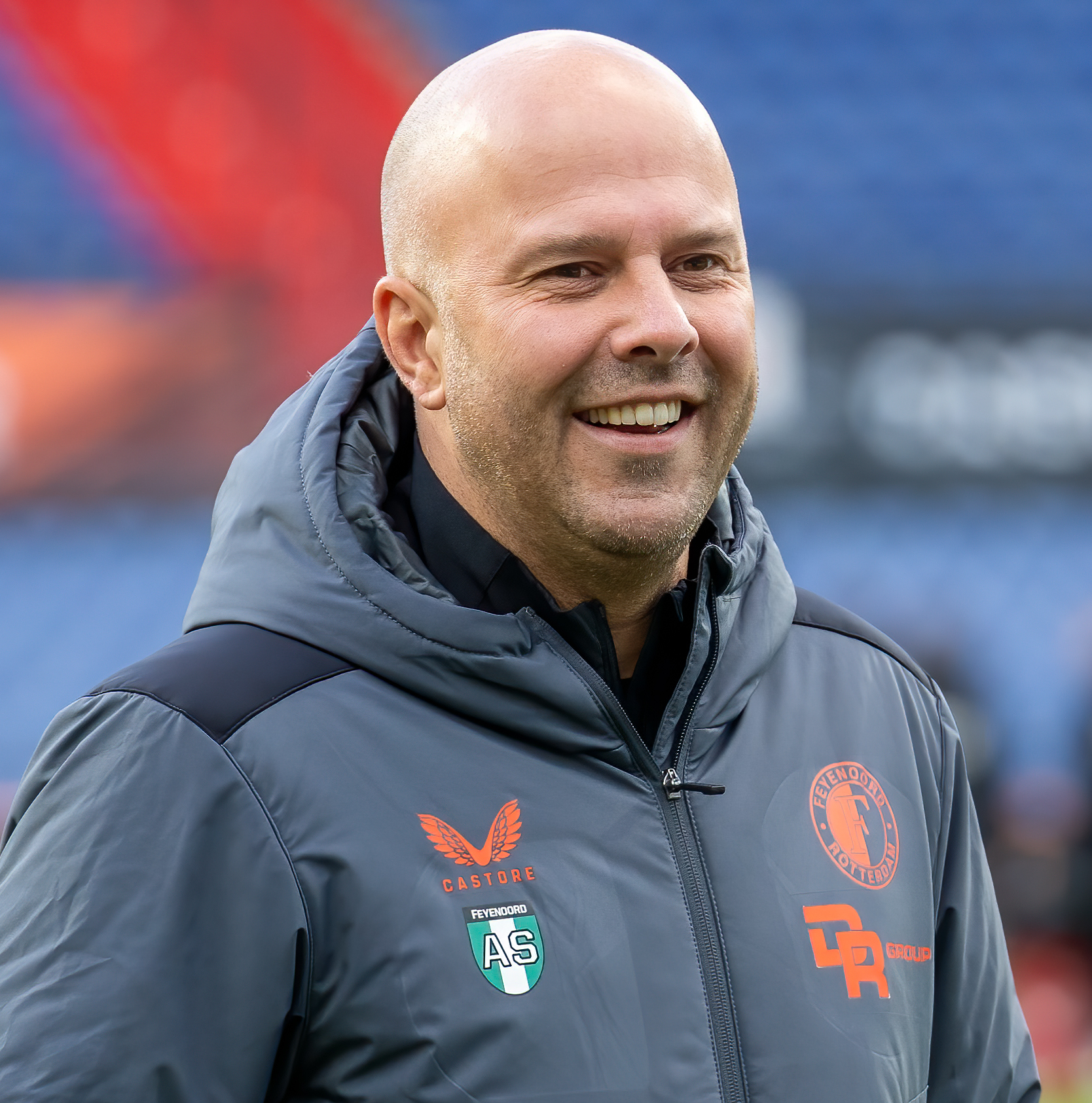
Arne Slot, actual técnico del club desde 2024.

El entrenador más laureado del Liverpool es Bob Paisley. Después de su llegada en 1974, el club logró concluir 8 temporadas consecutivas ganando al menos un título. Logró ganar un bicampeonato de Copa de Europa (1977 y 1978) y, así como tres Football League Cups, y varios campeonatos ligueros; Sin embargo, no logró obtener la FA Cup. Con Joe Fagan el equipo logró ganar tres títulos en una temporada, obteniendo un triplete, aunque renunció tras la Tragedia de Heysel. Kenny Dalglish asumió como jugador-entrenador, y en su primer año logró el doblete nacional de liga y copa.
En los años 2000, se destacaron Gérard Houllier —que logró un triplete de Copa de la UEFA, FA Cup y Copa de la Liga en 2001— y el español Rafa Benítez, que permaneció seis años al mando y logró ganar la quinta Copa de Europa para el club en 2005 y su séptima FA Cup en 2006.
En los años 2010 y 2020, se destacó el alemán Jürgen Klopp, que devolvió la máxima competición europea a las vitrinas del club 14 años después y también conquistó el primer título de la Copa Mundial de Clubes de la FIFA, así como la Premier League 30 años después de su último título en 1989-90.
Desde 2024, su técnico es el holandés Arne Slot, que viene de dirigir al Feyenoord.

## Propiedad y finanzas

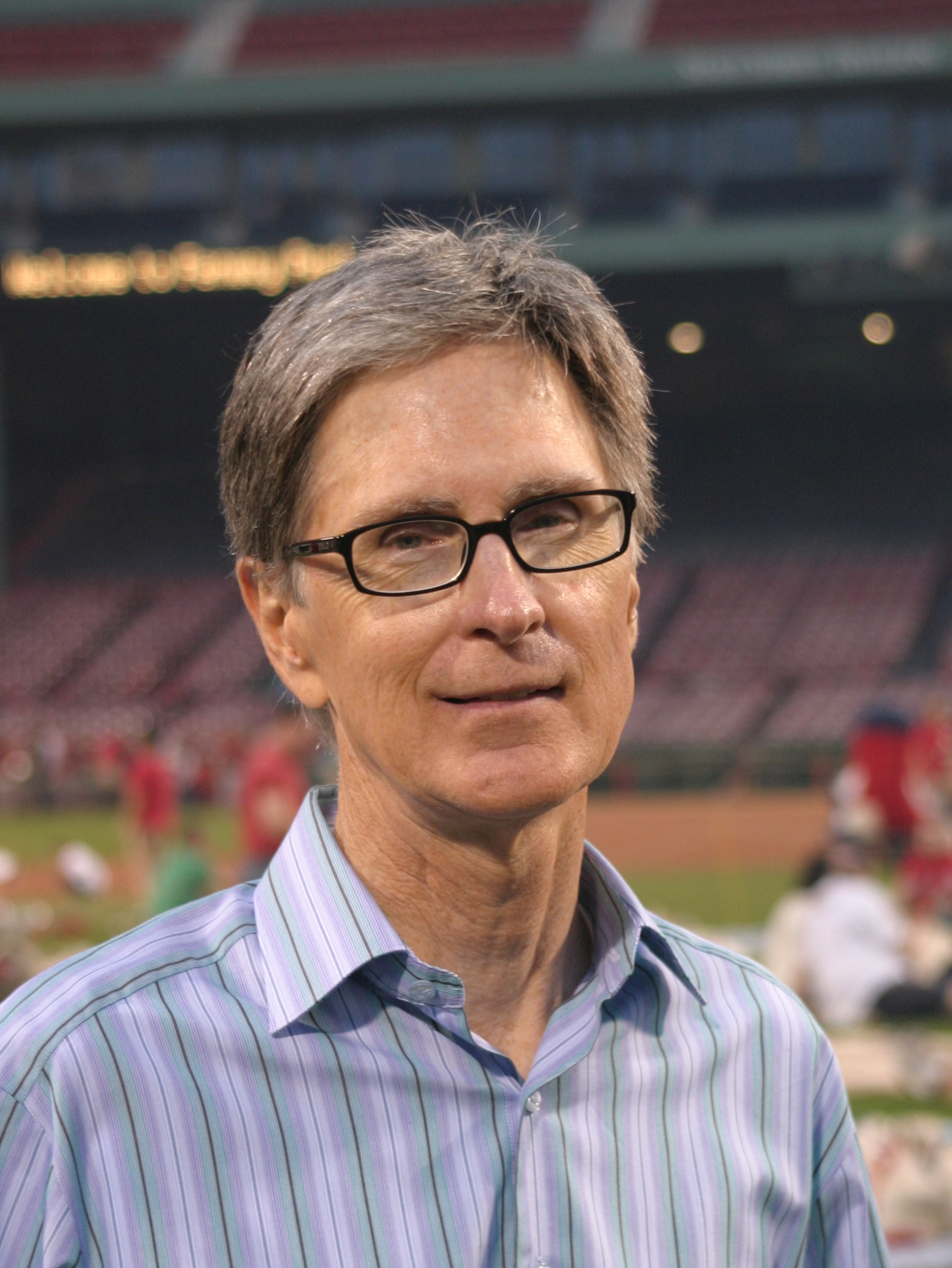
John Henry, accionista del Fenway Sports Group, la empresa matriz del Liverpool.

Como primer propietario de Anfield y fundador del club, John Houlding fue el primer presidente del Liverpool, ocupando el cargo desde el año de fundación de la entidad hasta 1904. John McKenna, tras la muerte de Houlding, asumió en el cargo. McKenna fue incluso presidente de la Football League. La presidencia cambió de manos numerosas veces antes de que John Smith, cuyo padre fue un accionista del club, asumiera en 1973, supervisando el período más ganador en la historia del Liverpool. Posteriormente, renunció en 1990. Su sucesor fue Noel White, quien duró un solo año, por lo que en agosto de 1991 David Moores —cuya familia había sido propietaria por más de 50 años— pasó a ser presidente. Su tío, John Moores, también era un accionista en el Liverpool y fue presidente del Everton de 1961 a 1973. Moores se hizo con el 51 % de las acciones del club, y en 2004 expresó su voluntad de considerar una oferta por las mismas.
Posteriormente, Moores le vendió el club a los empresarios estadounidenses George Gilett y Tom Hicks el 6 de febrero de 2007. En el acuerdo, fue valuado al club y a sus deudas en £218 millones. Cada uno pagó £5000 por cada acción en el club, £174 millones por su participación total en él y £44,8 millones para cubrir sus deudas. Sin embargo, los desacuerdos entre Gillett y Hicks, y la falta de apoyo hacia ellos por parte de los aficionados, dieron lugar a una nueva venta del club, a la cual Martin Broughton asumió como presidente el 16 de abril de 2010 para supervisarla. En mayo de 2010, las cuentas fueron develadas, mostrando las deudas del grupo financiero del club, con pérdidas de hasta £55 millones, y un endeudamiento total de £350 millones, causando que la red de servicios KPMG realice una auditoría en el club para expresar su opinión. El grupo de acreedores, entre ellos el Royal Bank of Scotland, iniciaron una demanda hacia Gillett y Hicks, llevándolos a los tribunales de justicia para obligarlos a permitir que la junta directiva pueda proceder a la venta del club y deshacerse de sus activos. Un juez de la Corte, Christopher Floyd, falló a favor de los acreedores, lo cual allanó el camino para que pueda concretarse finalmente la venta del club, más allá de que Gillett y Hicks aún tenían la opción de apelar esta decisión. El 15 de octubre de 2010, fue vendido al grupo empresario estadounidense Fenway Sports Group por £300 millones.
Liverpool ha sido descrito como una marca global; un informe de 2010 valora las marcas y las propiedades intelectuales asociadas al club en £141 millones —con un incremento de 5 millones a comparación del informe anterior—, dándole una calificación de AA («Muy fuerte»). Ese mismo año, la revista Forbes clasificó al Liverpool como el sexto equipo de fútbol más valuado del mundo, detrás del Manchester United, Real Madrid, Arsenal, Barcelona y Bayern de Múnich con un valor económico estimado en 822 millones USD (equivalente a £532 millones), excluyendo deudas. La empresa auditoría Deloitte Football Money League lo situó en el octavo lugar en su clasificación de clubes por ingresos por temporada, con una ganancia en el ciclo 2009-10 de €225,3 millones.

### Junta directiva
La actual junta directiva del club se compone de la siguiente manera:
| - Propietario: Fenway Sports Group - Presidente honorario vitalicio: David Moores Liverpool Football Club and Athletic Grounds Limited - Principal propietario: John Henry - Presidente: Tom Werner - Vicepresidente: David Ginsberg - Jefe ejecutivo Ian Ayre - Director comercial: Billy Hogan - Director financiero: Philip Nash | Liverpool Football Club - Administración general: John W. Henry, Tom Werner, David Ginsberg, Ian Ayre, Michael Gordon, Michael Egan - Director de Operaciones: Andrew Parkinson - Mánager de Anfield: Ged Poynton - Encargado de Anfield: Terry Forsyth - Director de comunicaciones: Susan Black - Jefe de prensa: Matthew Baxter - Director de cazatalentos: Dave Fallows - Ojeador: Barry Hunter - Director de rendimiento técnico: Michael Edwards |

## Categorías inferiores

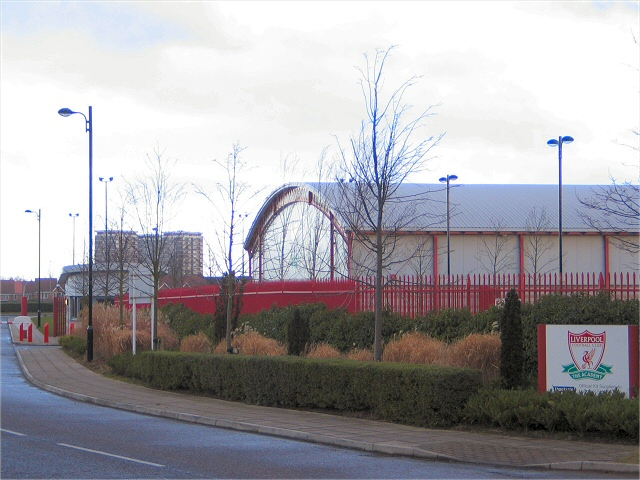
Academia del Liverpool F.C.

El sector juvenil del club es el conjunto de equipos juveniles de la entidad «red» que participan principalmente en las diversas competiciones juveniles regionales y nacionales organizadas por La Asociación de Fútbol y en diferentes torneos internacionales en sus respectivas categorías. Hasta 2012, su composición consistía en el equipo de reservas (Reserves), y del sector académico (Academy), que es el que agrupa a conjuntos sub-18, sub-16 entre otras categorías.
El Liverpool F.C. Reserves fue el segundo equipo del club, que a partir del 2012, pasó a llamarse «Liverpool U-21». Compite en la máxima categoría de la Professional Development League. Su actual entrenador es Steven Gerrard. Al igual que el primer equipo, es una de las escuadras que más títulos tiene en cuanto al fútbol inglés de reserva se refiere. Entre los logros se encuentran un total de 20 títulos de liga y diversos concursos regionales para equipos de Merseyside. En la temporada 2007-08, se coronó campeón de la Premier Reserve League. El propósito de esta sección es fomentar a los jugadores que emergen del sector académico del club. Con este propósito, es el principal abastecedor del principal equipo de club y entre sus jugadores más notables promovidos están Billy Liddell, Phil Thompson, Robbie Fowler, Michael Owen, Jamie Carragher y Steven Gerrard. Dentro de los más recientes se encuentran Raheem Sterling y Trent Alexander-Arnold que ostenta el récord de jugar como titular dos finales consecutivas de Liga de Campeones de la UEFA con tan solo 20 años y 237 días.
La Liverpool F.C. Academy —traducido como La Academia del Liverpool F.C.— fue creada en 1998 y tiene a diversos equipos participando en diversas ramas del fútbol nacional. Sus instalaciones se encuentran en el pueblo de Kirkby, a 10 kilómetros de la ciudad de Liverpool. El equipo sub-18 disputa la Professional Development U18 League 1, máxima división en el país y la Copa FA Juvenil, competición que ganó en 1996, 2006 y 2007.

## El club en la cultura popular

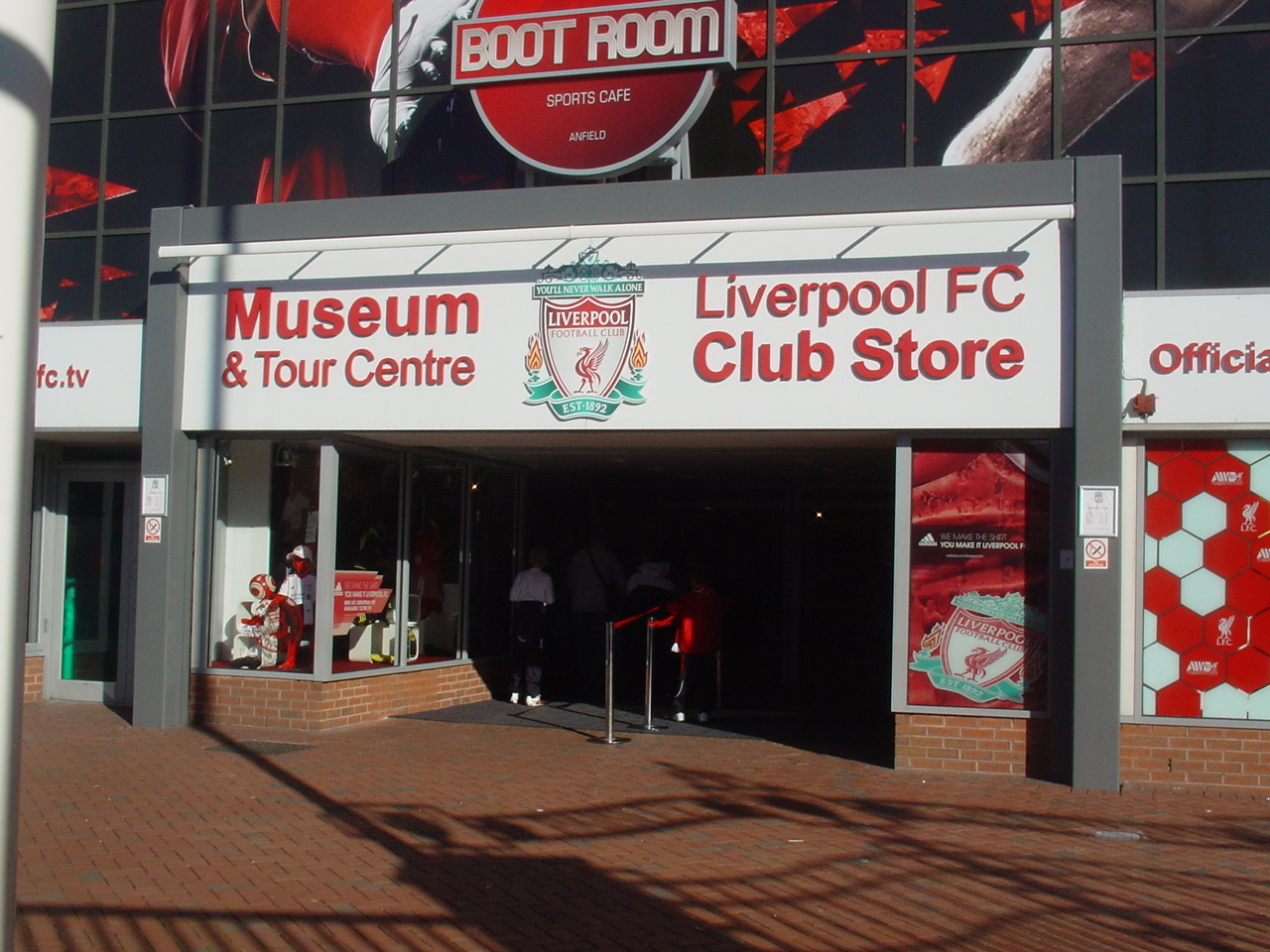
Entrada al museo del club, en el cual se exponen imágenes, archivos y materiales relativos a la historia de la entidad.

Al ser uno de los clubes más laureados y reconocidos del fútbol inglés, el Liverpool hace apariciones en la cultura británica cuando el fútbol es representado, ya sea en los medios de comunicación, —como la televisión o la radio— en libros o en documentales. Fue el primer equipo en aparecer en el reconocido programa de televisión Match of the Day, donde se transmitió un resumen de su partido ante el Arsenal del día 22 de agosto de 1964 como local. En marzo de 1967, su partido ante el West Ham United fue el primero en ser televisado a colores. La canción «Fearless» del grupo Pink Floyd superpone un fonograma de aficionados de la tribuna del Liverpool cantando «You'll Never Walk Alone». Con motivo de la realización de la final de la FA Cup de 1987-88, el club lanzó una canción conocida como «Anfield Rap», que incluyó un vídeo en el que participaron John Barnes y otros miembros de la plantilla.
El guionista y productor Jimmy McGovern escribió un documental sobre la tragedia de Hillsborough en 1996, en el que se recrean los sucesos ocurridos en el siniestro. Contó con la participación de Christopher Eccleston como Trevor Hicks, un hombre cuya historia es el foco principal del documental. Hicks, que perdió a sus dos hijas adolescentes durante la tragedia, encabezó una campaña reclamando mayor seguridad en los estadios y formó el Hillsborough Families Support Group —traducción: Grupo de apoyo para las familias de Hillsborough— con el fin de ayudar a las familias damnificadas. El documental tuvo amplia repercusión en Inglaterra. Liverpool apareció en la película The 51st State (también conocida como Formula 51), en el que el ex-sicario Félix DeSouza (interpretado por Robert Carlyle) es un ferviente seguidor del equipo y la última escena del filme es un partido entre el Liverpool y el Manchester United en Anfield. Es el club presentado en el programa juvenil Scully, cuya trama gira en torno a Francis Scully, un adolescente quien trató de ganar un partido de prueba con el equipo red para poder jugar en el primer equipo. La muestra contó con jugadores destacados del plantel de la época tales como Kenny Dalglish.

### Apoyo

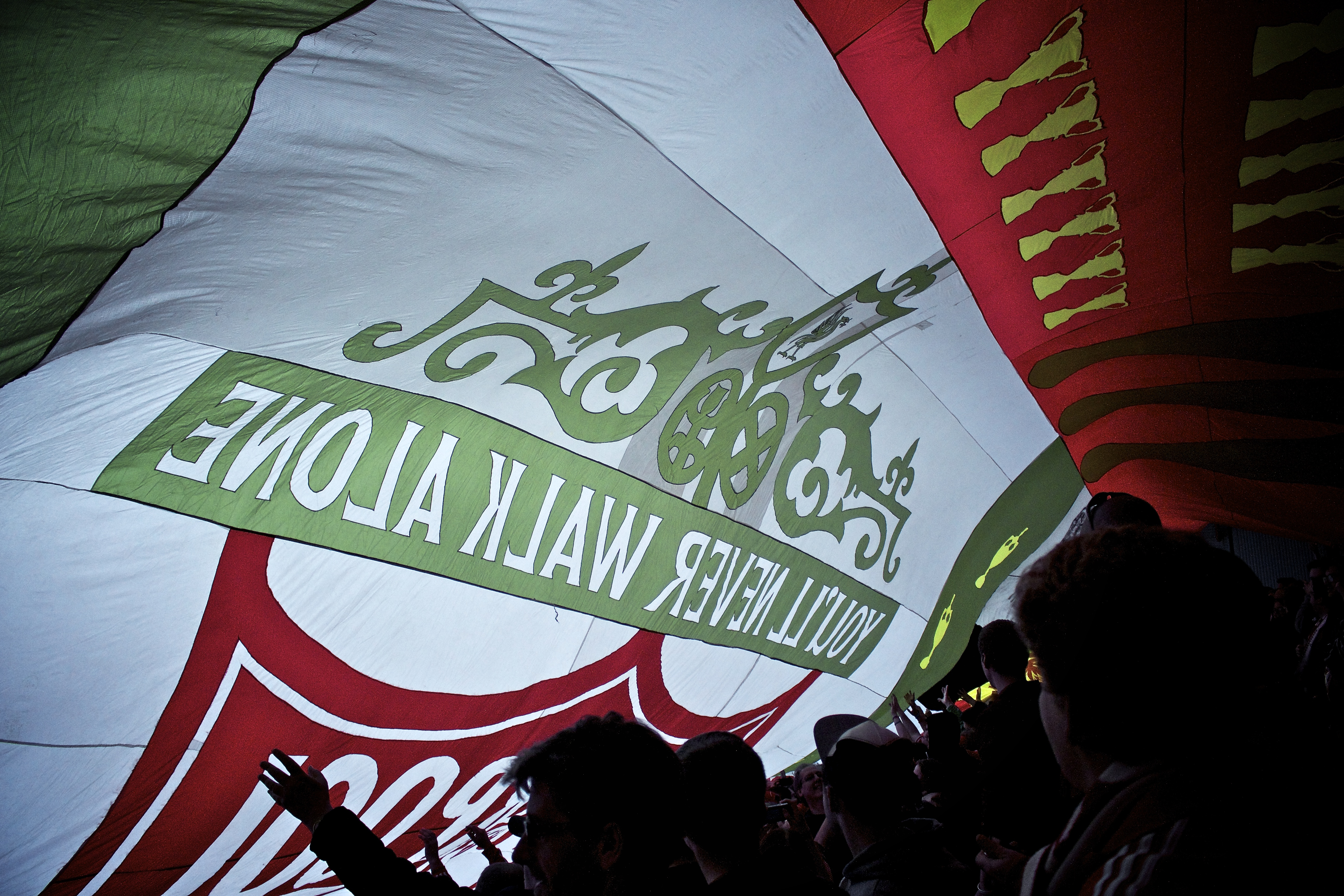
Fanáticos del Liverpool levantando una bandera en la tribuna Kop.

Liverpool es uno de los clubes con mayor cantidad de seguidores en Europa. La base de aficionados del equipo a nivel mundial incluye a más de 200 sucursales reconocidas por el Club of the LFC Official Supporters Clubs en al menos 50 países distintos. Entre estas, se destacan los grupos Spirit of Shankly y Reclaim The Kop. Ocasionalmente, el club emprende giras mundiales durante sus pretemporadas a fin de aprovechar su gran base de seguidores, disputando encuentros ante diversos combinados del país que visita. Los aficionados del Liverpool a menudo se refieren a sí mismos como Kopitas, en referencia a quienes generalmente compran su entrada para ocupar la tribuna The Kop en Anfield. En 2008 un grupo de seguidores sin opciones de pagar una entrada para ir a apoyar al equipo crearon un club escindido denominado A.F.C. Liverpool. Es de carácter semi-profesional y su administración recae totalmente en ellos.
La canción You'll Never Walk Alone («Nunca caminarás solo» en español) —compuesta por Richard Rodgers y Oscar Hammerstein II para su musical Carrousel en 1945— es cantada por la afición desde principios de la década de 1960, adoptándose en 1964 como el himno oficial del club. Su popularidad ha influido en otros clubes del mundo. Esta frase adorna las Puertas de Shankly de Anfield, las cuales fueron develadas el 2 de agosto de 1982 en memoria del exentrenador Bill Shankly y se presentan en el actual escudo del Liverpool.
Sus hinchas han sido protagonistas de dos siniestros ocurridos en un estadio de fútbol. El primero se denominó Tragedia de Heysel, ocurrido el 29 de mayo de 1985, en el marco de la final de la Copa de Campeones de Europa 1984-85 contra la Juventus Football Club de Italia. Numerosos simpatizantes italianos se avalanzaron sobre una pared de contención de la tribuna de un sector del estadio Heysel (hoy «Rey Baldovino») para escapar de la carga de algunos hooligans seguidores del Liverpool. La pared cedió y los hinchas cayeron sobre la parte inferior de la tribuna desde una altura de 10 metros aproximadamente, perdiendo la vida un total de 39 personas. Como consecuencia de este suceso, la UEFA dictaminó una sanción de cinco años sin disputar competencias internacionales para todos los equipos ingleses, y de una temporada adicional para el Liverpool, lo que le prohibió participar de la Copa de Europa 1990-91 a pesar de ganar la liga en 1990. Veintisiete aficionados fueron arrestados bajo sospecha de homicidio y fueron extraditados a Bélgica en 1987 para ser sometidos a juicio. En 1989, después de un juicio de cinco meses en Bélgica, catorce de los veintisiete aficionados del Liverpool fueron condenados a tres años de pena por homicidio involuntario; la mitad de los términos judiciales fueron suspendidos.
El segundo desastre tuvo lugar el 15 de abril de 1989 durante la semifinal de la FA Cup 1988-89, en Hillsborough Stadium de Sheffield. Un total de noventa y siete aficionados del Liverpool murieron como consecuencia del hacinamiento en el extremo del estadio «Leppings Lane», en lo que se conoció como el Tragedia de Hillsborough. Unos días después, el diario The Sun publicó un artículo titulado «The Truth», en el que se afirmaba que los aficionados del Liverpool se habían robado a los muertos y se habían orinado sobre ellos y atacaron a la policía. Las investigaciones posteriores demostraron que dichas acusaciones eran falsas, lo que llevó a los fanáticos del Liverpool a liderar un boicot contra el diario en todo el Reino Unido; mucha gente se niega a comprar The Sun hasta el día de hoy. Muchas organizaciones de apoyo se crearon a raíz de la catástrofe, como la Hillsborough Justice Campaign en representación de las familias que perdieron familiares, los supervivientes y los seguidores en sus esfuerzos por garantizar la justicia por las víctimas.

## Rivalidades

### Everton

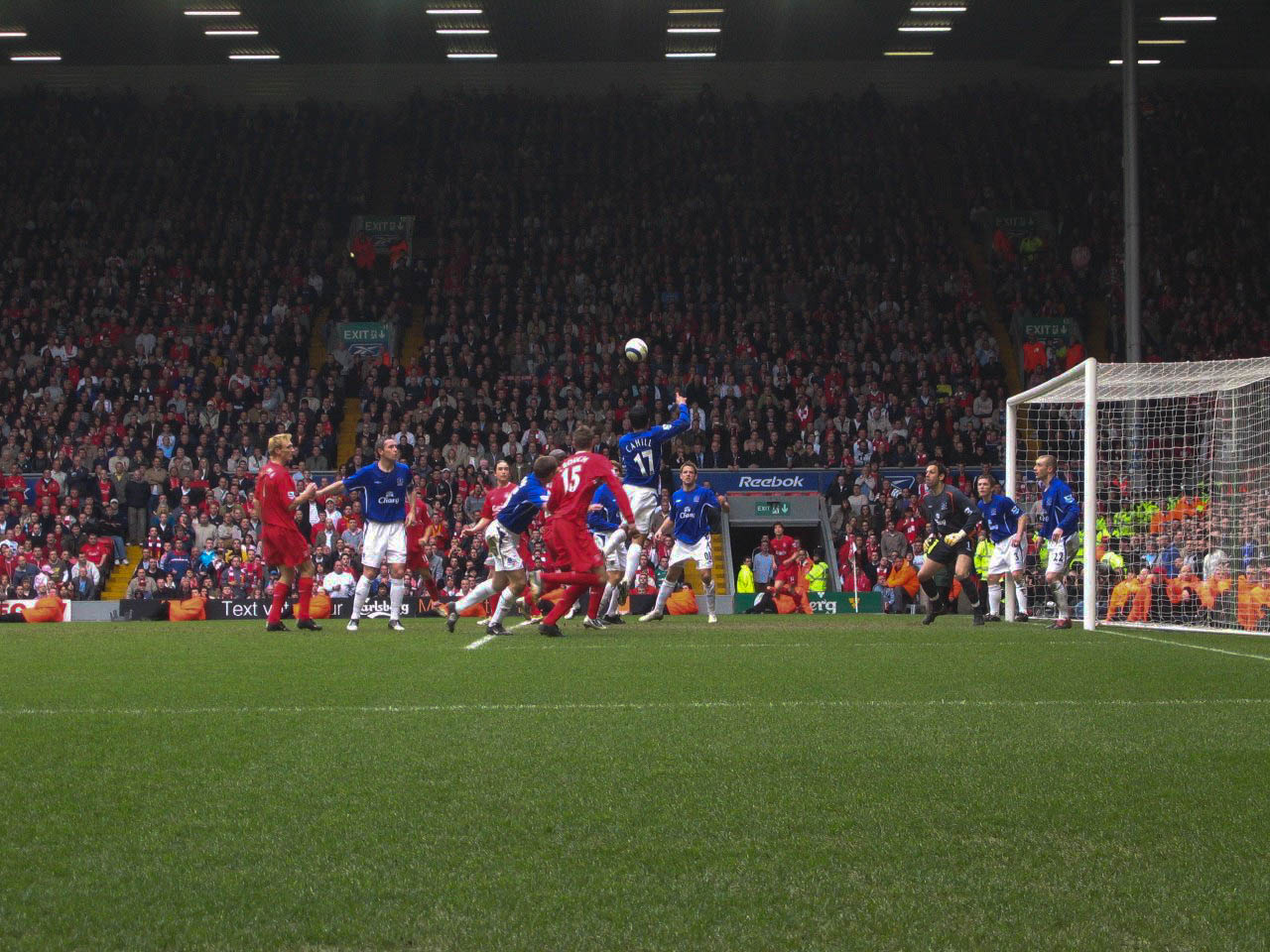
Derbi de Merseyside en Anfield (2006).

Históricamente, la mayor rivalidad del Liverpool es contra el Everton, club contra el que disputa el derbi de Merseyside. Este enfrentamiento surgió a partir de la fundación del Liverpool después de un desencuentro entre la junta directiva de Everton y John Houlding. A diferencia de otras rivalidades, no hay división política, geográfica o religiosa entre el Liverpool y el Everton. Generalmente, las entradas para presenciar uno de estos partidos se agotan. Es una de los pocas rivalidades que no hacen segregar a los fanáticos de cada equipo —como comúnmente ocurre—, además de la gran cantidad de familias que tienen seguidores de ambos clubes, por lo tanto fue concebido como el «friendly derby» —derbi amistoso—. Durante mediados de los años 1980, la rivalidad se ha ido intensificando, y desde la creación de la Premier League en 1992, el duelo ha tenido más cantidad de expulsiones que ningún otro partido de Premier League. Fue referido por parte de varios medios británicos como «el partido más indisciplinado y explosivo en la Premier League». Hasta el final de la temporada 2024-25, los estadios de ambos equipos, Anfield y Goodison Park, se encontraban separados por apenas 1 kilómetro, lo que cambió tras el traslado del Everton al Hill Dickinson Stadium. Ian Rush es el máximo goleador de este clásico con 25 goles en 36 encuentros.

### Manchester United

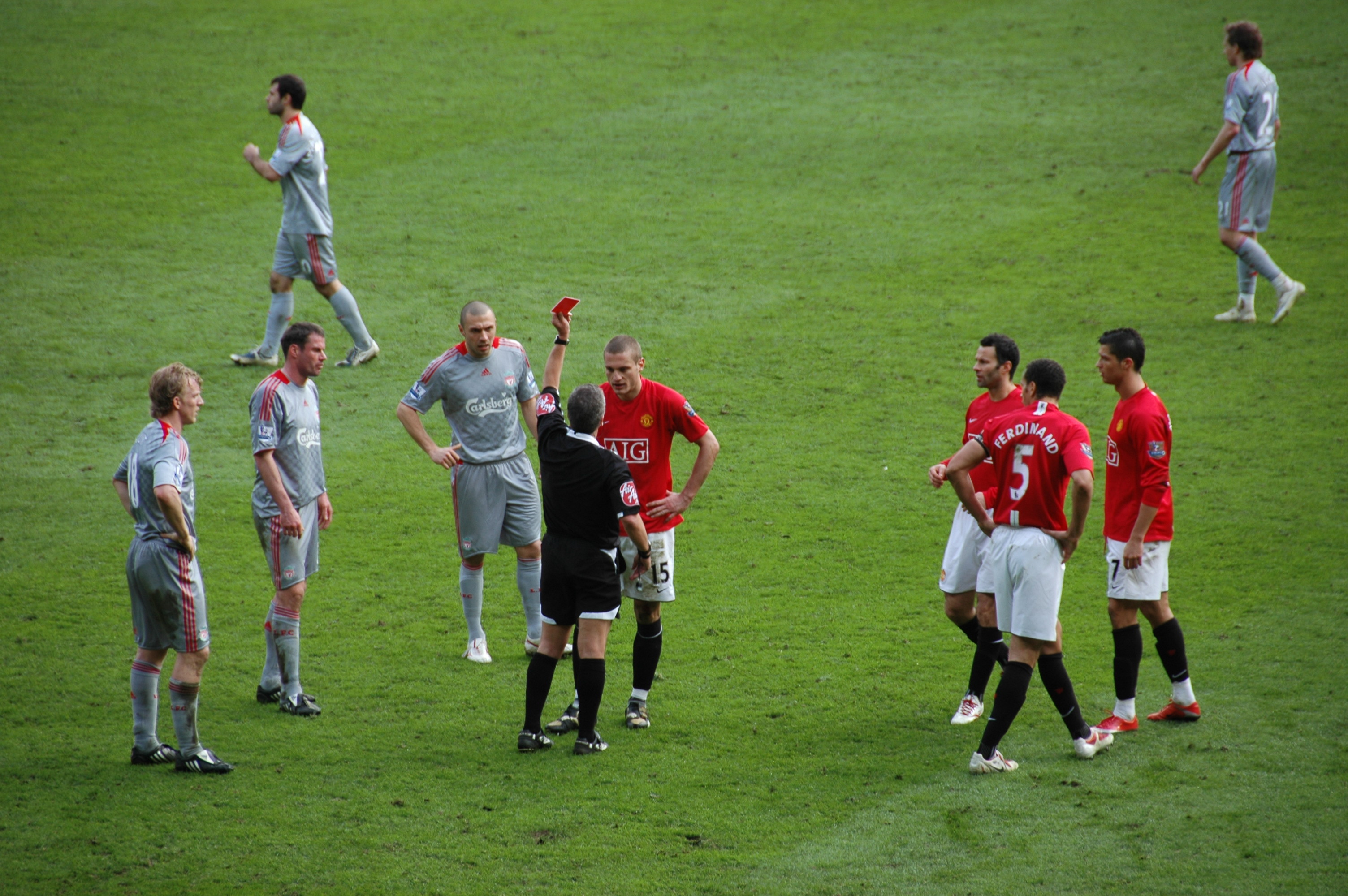
Nemanja Vidic recibe tarjeta roja en un derbi jugado en 2009.

La rivalidad entre Liverpool y Manchester United fue vista como una manifestación de las ciudades de Liverpool y Mánchester por la Revolución Industrial —ambas urbes pugnaban por la supremacía en el comercio del algodón— en el siglo XIX. El primer partido entre ambos equipos fue en 1897, y los dos ganaron alternativamente el máximo campeonato inglés entre 1964 y 1967. Manchester United fue el primer equipo inglés en ganar la Copa de Europa en 1968, lo cual fue sucedido por la obtención de cuatro trofeos continentales por parte del Liverpool. Entre ambos juntan un total de 40 campeonatos de liga, 9 Copas de Europa, 4 Copas de la UEFA, 1 Recopa de la UEFA, 5 Supercopas de la UEFA, 2 Mundiales de Clubes, 1 Copa Intercontinental, 20 FA Cups, 37 Community Shields, 15 Copas de la Liga y 1 Supercopa de la Liga; sin embargo, rara vez ambos equipos fueron exitosos al mismo tiempo. La seguidilla de títulos del Liverpool durante los años 1970 y 1980 coincidió con la sequía de 26 años sin ganar la liga por parte del United, mientras que el éxito de este último inició desde la instauración de la Premier League hasta la salida de Alex Ferguson como director técnico. Los dos clubes ocuparon las dos primeras posiciones en una liga en sólo cinco ocasiones, lo que da una idea de disparidad temporal de dominio de ambas escuadras. Son los equipos más populares de Inglaterra, y la intensidad del clásico es tan fuerte que la última vez que un jugador pasó de un equipo al otro directamente fue en 1962, cuando Phil Chisnall fue transferido de Manchester United a Liverpool.